# ATAF&Li-nea

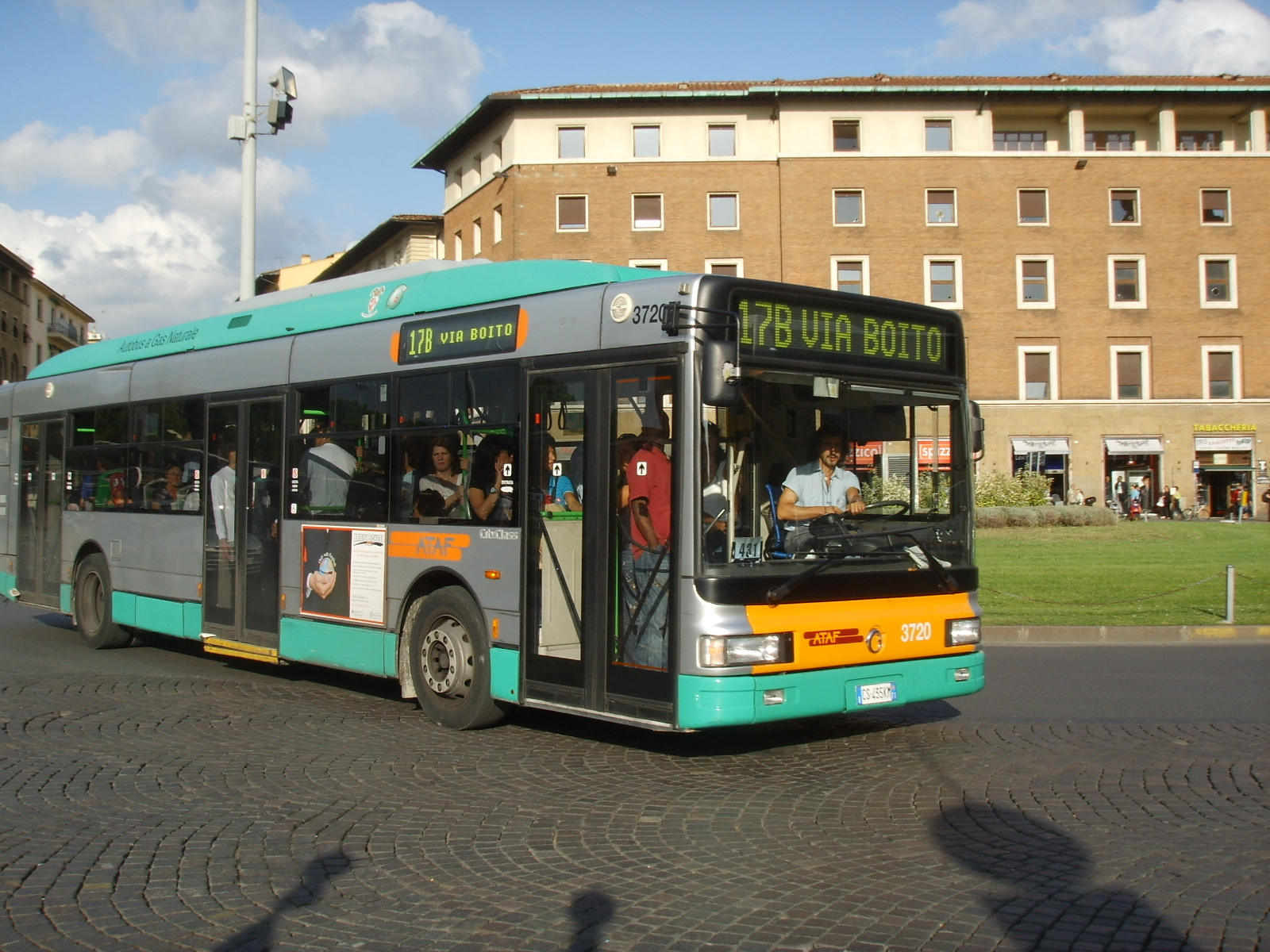
Un autobus ATAF in piazza della Stazione (Firenze)

ATAF&Li-nea S.c.a.r.l. è stata un'azienda consortile, nata nel marzo 2005, che gestiva il trasporto pubblico locale nell'area metropolitana di Firenze. I soci consortili erano ATAF Gestioni e Li-nea S.p.A.

## Esercizio
ATAF e Li-nea s.c.a r.l. gestiva il trasporto pubblico urbano nell'area metropolitana di Firenze. In particolare, il servizio si estendeva sui comuni di Bagno a Ripoli, Calenzano, Campi Bisenzio, Fiesole, Impruneta (per la località di Tavarnuzze), Lastra a Signa, Montelupo Fiorentino, Scandicci, Sesto Fiorentino, Signa, Vaglia (per la località di Pratolino).
La società svolgeva la propria attività avvalendosi del parco mezzi, del personale e del coordinamento delle strutture aziendali dei soci, ATAF Gestioni S.r.l. e Li-nea S.p.A. che detenevano rispettivamente il 77,88% e il 22,12% del capitale sociale. 
Dal 1 gennaio 2018 ha operato nell'area metropolitana di Firenze in virtù del “Contratto Ponte” stipulato in data 29.12.2017 (avente durata dal 01.01.2018 al 31.12.2019) fra la Regione Toscana e la società ONE scarl, di cui la stessa faceva parte.
Dal 1º gennaio 2020 Ataf&Linea Scarl ha operato in virtù di atti d’obbligo mensili emanati dalla Regione Toscana.

## Logistica aziendale
|                     | Numero mezzi |
| ------------------- | ------------ |
| Autobus urbani      | 446          |
| Autobus suburbani   | 5            |
| Autobus interurbani | 20           |
| Autobus GT          | 14           |
| Totale utilizzati   | 485          |